# Achim Stephan
Achim Stephan (* 1955 in Darmstadt) ist ein deutscher Philosoph.
Stephan studierte an den Universitäten Mannheim und Göttingen Philosophie, Mathematik, Pädagogik, Psychotherapie und Psychosomatik und ist heute Professor für Philosophie der Kognition an der Universität Osnabrück. Seit dem Jahr 2003 ist er zudem Studiendekan des Studiengangs Cognitive Science. Sein Hauptarbeitsgebiet ist die Philosophie des Geistes, und dort besonders die Emergenz, Emotionen und Affektivität.

## Schriften
- Emergenz: Von der Unvorhersagbarkeit zur Selbstorganisation. Dresden Univ. Press, 1999, ISBN 3-933168-09-0 (Kritik dieses Werkes in Peter Janich: Was ist Information? Kritik einer Legende. Suhrkamp, Frankfurt am Main 2006).